# Субтропічні вологі ліси островів Кермадек
Субтропічні вологі ліси островів Кермадек (ідентифікатор WWF: OC0107) — океанійський екорегіон тропічних та субтропічних вологих широколистяних лісів, розташований у Новій Зеландії.

## Географія
Екорегіон субтропічних вологих лісів островів Кермадек охоплює архіпелаг Кермадек — групу з 13 невеликих безлюдних вулканічних островів, що простягаються з півночі на південь за 1000 км на північний схід від Північного острова Нової Зеландії в Тихому океані, між 29° і 31,5° південної широти та між 178° і 179° західної довготи.
Острівна дуга Кермадек утворилася внаслідок субдукції Тихоокеанської плити під Австралійську плиту. Уздовж східного краю архіпелагу простягається жолоб Кермадек, один з найглибших океанічних жолобів світу. Найбільшими островами архіпелагу є Рауль площею 29 км² та Маколі площею 3,1 км², які разом складають понад 95 % території регіону. Острови Рауль та Кертіс є вулканічно активними, на них майже щодня трапляються землетруси, а невеликі виверження періодично знищують рослинність в кальдерах. У кальдерах острова Рауль є три вулканічні озера, однак всі водотоки на островах тимчасові, оскільки вода швидко просочується у пористий вулканічний ґрунт.

## Клімат
На островах Кермадек домінує вологий субтропічний клімат (Cfa за класифікацією кліматів Кеппена). Максимальна середня температура в лютому тут становить 22,4 °C, а мінімальна середня температура у серпні — 16 °C. Середньорічна кількість опадів становить приблизно 1500 мм. У період з жовтня по січень триває сухий сезон.

## Флора
Острови Кермадек вкриті вологими субтропічними лісами, у яких домінують ендемічні кермадецькі різдвяні дерева (Metrosideros kermadecensis). Лісовий намет в них розташований на висоті 10-15 м над землею, однак висота підліску різниться залежно від висоти над рівнем моря. В підліску низинних лісів переважають кермадецькі мірсини (Myrsine kermadecensis), гостробокі лобелії (Lobelia anceps), гостробокі тонконоги (Poa anceps), гостролисті копросми (Coprosma acutifolia) та деревоподібні туту (Coriaria arborea). У підліску густих хмарних лісів, що ростуть у оповитих хмарами високогір'ях, зокрема на вершині острова Рауль заввишки 516 м, переважають блискучі хуту (Ascarina lucida), гілкоцвіті махое (Melicytus ramiflorus), папороті волохаті крильники (Pteris comans) та майже ендемічні кермадецькі пальми або нікау (Rhopalostylis baueri). У високогірних хмарних лісах зустрічаються епіфітні папороті.
У прибережних районах, які зазнають впливу солоних бризок та сильних вітрів, переважає прибережна рослинність. Тут ростуть чагарники кермадецьких нгайо (Myoporum semotum) та черешчатих копросм (Coprosma petiolata), а також трав'янисті рослини, зокрема притуплені селезінники (Asplenium obtusatum), велетенські зонтичні смикавці (Cyperus ustulatus), кермадецькі хорокаки (Disphyma australe subsp. stricticaule) та вузлуваті бульбоосоки (Ficinia nodosa).
Загалом на островах Кермадек зустрічається 52 види мохів, 89 видів грибів та 113 видів місцевих судинних рослин, з яких 23 види є ендеміками. Більшість видів екорегіону походять з Нової Зеландії, а невелика частина — з тропічної Океанії. Більшість із 152 видів інтродукованих рослин походять з тропічної зони. Серед ендеміків екорегіону слід відзначити два рідкісні види деревоподібних папоротей — Cyathea milnei та Cyathea kermadecensis, а також дуже рідкісну раульську вероніку (Veronica breviracemosa). Колись вважалося, що в природі залишився єдиний екземпляр цієї рослини, однак завдяки висадженню саджанців людям вдалося збільшити її популяцію.

## Фауна
Острови Кермадек є важливим місцем розмноження для мільйонів морських птахів. Тут гніздяться 14 видів морських птахів, з яких 10 видів більше ніде у Новій Зеландії не розмножуються. Екорегіон є основним місцем гніздування для кермадецьких тайфунників (Pterodroma neglecta), макаулійських тайфунників (Pterodroma cervicalis), австралійських тайфунників (Pterodroma nigripennis) та каприкорнових буревісників-крихіток (Puffinus assimilis). Також на островах Кермадек гніздяться великі популяції клинохвостих буревісників (Ardenna pacifica), строкатих крячків (Onychoprion fuscatus) та сірих крячків (Anous cerulea).
Серед наземних птахів, що гніздяться на островах регіону, слід відзначити австралійську султанку (Porphyrio melanotus), австралійського погонича (Zapornia tabuensis), священного альціона (Todiramphus sanctus), пое (Prosthemadera novaeseelandiae), австралійську ластівку (Hirundo neoxena), сивоспинного окулярника (Zosterops lateralis) та ендемічного кермадецького какарікі (Cyanoramphus novaezelandiae cyanurus). Місцеві наземні ссавці та плазуни на островах Кермадек відсутні.

## Збереження
У XIV столітті острови Кермадек почали відвідувати маорі, а у XVIII-XIX століттях — європейські фермери та китобої. Однак людський вплив на природу регіону був опосередкований і передусім полягав у інтродукції чужорідних видів рослин і тварин — малих пацюків (Rattus exulans) у XIV столітті, кіз і котів у XIX столітті та сірих пацюків (Rattus norvegicus) після корабельної аварії у 1911 році. Пацюки та коти призвели до скорочення популяції морських птахів на островах Рауль і Маколі з понад 1 мільйона до 20-40 тисяч за менш ніж 150 років. Вони призвели до повного вимирання кермадецьких какарікі (Cyanoramphus novaezelandiae cyanurus), новозеландських пінонів (Hemiphaga novaeseelandiae) та австралійських погоничів (Zapornia tabuensis) на цих островах. Тим часом кози повністю знищили всі ліси, що колись вкривали острів Маколі, та мали значний вплив на видовий склад і структуру лісів острова Рауль.
З другої половини XX століття уряд Нової Зеландії здійснював заходи з викорінення кіз, котів і пацюків на островах Кермадек. У 1970 році кози були винищені на острові Маколі, а у 1984 році — на острові Рауль. Наразі Маколі переважно вкритий луками велетенського зонтичного смикавця (Cyperus ustulatus), однак лісові види почали повертатися на нього. Підлісок в лісах острова Рауль швидко відновлюється. Після того, як у 2004 році на Раулі були винищені пацюки, а у 2006 році — коти, на острів повернулися какарікі. Винищення хижих інтродукованих видів на островах дозволить морським птахам відновити чисельність.
Оцінка 2017 року показала, що 34 км², або 100 % екорегіону, є заповідними територіями. У 1937 році Нова Зеландія оголосила острови Кермадек природним заповідником, а у 1990 році 7480 км² вод навколо архіпелагу були оголошені морським заповідником, найбільшим у Новій Зеландії.